# Провина вцілілих
Відчуття провини за виживання, також відоме під синонімами синдром концентраційного табору, провина вцілілого (англ. survivor guilt) або синдром Голокосту — форма посттравматичного стресового розладу (ПТСР), при якому постраждалу людину переслідує сильне почуття провини, оскільки вона пережила екстремальну подію (наприклад, нещасний випадок, терористичний напад, буйство, стихійне лихо, епідемію, війну, геноцид або табір), тоді як багато інших людей загинули в результаті або під час цієї події. Вирішальним фактором для постановки діагнозу є почуття провини пацієнта за те, що він навмисно чи ненавмисно вижив, поки інші люди вмирали; за відсутність можливості їм допомогти.
Синдром виживання також відомий як синдром концентраційного табору (або синдром KZ, від нім. Konzentrationslager). Терміни використовуються для опису реакцій та поведінки людей, які пережили масові та несприятливі події, такі як Голокост, різанина в Нанкіні чи епідемія ВІЛ/СНІДу. При публікації «Діагностичного і статистичного посібника з психічних розладів IV» (DSM-IV), провину постраждалого вилучили як окремий специфічний діагноз і перевизначили як значущий симптом посттравматичного стресового розладу.

## Дослідження
У 1949 році Едді де Вінд, нідерландський психіатр, який пережив концтабір Освенцім, ввів термін «синдром концентраційного табору» стосовно психологічних наслідків переслідування, описуючи «патологічні наслідки», характерні для колишніх в'язнів нацистських концентраційних таборів і таборів смерті. Психічний стан вцілілих у час Голокосту у своїх працях описували такі автори як Елі Візель і Бруно Беттельгейм (самі ці автори були у концтаборах), Моріс Поро.
Термін «синдром провини вцілілого» (англ. survivor guilt syndrome) був введений у 1960-х роках німецько-американським психіатром і психоаналітиком Вільямом Г. Нідерландом для позначення стану жертв концтаборів, які страждають від почуття провини.
Нідерланд, який народився в Німеччині (Східна Пруссія) й емігрував до США в 1934 році, був асесором Генерального консульства Федеративної Республіки Німеччини в Нью-Йорку в 1960-х роках. Він обстежив багато сотень травмованих людей, які пережили нацистські переслідування, більшість із них євреї, у рамках розгляду запитів на відшкодування збитків, і виявив у них синдром уцілілих. У своїй книзі Folgen der Verfolgung: Das Überlebenden-Syndrom – Seelenmord («Наслідки переслідування: синдром уцілілого — душевне вбивство») він узагальнив його причини так:
1. Життя в атмосфері постійної загрози і спочатку незрозумілої, безіменної, а потім все ближчої загибелі;
2. Супутнє фізичне та психічне виснаження людини в цілому;
3. Часта гостра небезпека смерті та страх смерті;
4. Невизначеність усіх міжособистісних стосунків і контактів;
5. Беззахисне існування в постійному стані повної або майже повної безправності;
6. Затоплення ментального его безперервним натиском громадських і особистих знущань, підозр, наклепів і звинувачень, знову ж таки без можливості вдатися до офіційного правового захисту.

Серед іншого, спостерігаються такі симптоми: депресія, невпевненість, апатія, абстиненція, психосоматичні захворювання, стани тривоги та збудження, безсоння, внутрішній неспокій, маячні симптоми, а також почуття провини. За словами Нідерланда, почуття провини, яке відповідна особа не може придушити в довгостроковій перспективі, є центральним і лежить в основі синдрому вцілілого. Він назвав це провиною вцілілих.
Синдром добре задокументований серед тих, хто пережив Голокост, і включає тривожність і депресію, порушення інтелектуального розвитку, соціальне відсторонення, порушення сну і кошмари, фізичні скарги та перепади настрою з втратою драйву. Кілька досліджень вивчали «хронічний і прогресуючий» характер захворювання, при цьому симптоми посилюються з віком тих, хто вижив. За словами Хорхе Семпруна, колишнього в'язня Бухенвальда: «Чим старше я стаю, тим далі я від смерті».
Подібні ознаки та симптоми були виявлені у тих, хто вижив у травматичних ситуаціях, включаючи бойові дії, стихійні лиха, терористичні атаки, авіакатастрофи та різноманітні нещастя. Варіант форми був знайдений серед персоналу служб порятунку та екстреної допомоги, які звинувачують себе в тому, що вони зробили занадто мало, щоб допомогти тим, хто в небезпеці, і серед терапевтів, які можуть відчувати форму провини перед лицем страждань своїх пацієнтів.
Стівен Джозеф, психолог з Університету Ворика, вивчав людей, які вижили після перекидання MS Herald of Free Enterprise, в результаті якого загинули 193 з 459 пасажирів корабля. Його дослідження показали, що 60 відсотків тих, хто вижив, страждали від провини. Далі Джозеф сказав:
|  | «Було три види: по-перше, вина за те, що залишилися в живих, поки інші померли; по-друге, почуття провини за те, що вони не зробили – ці люди часто зазнавали посттравматичних «інтрузій», переживаючи цю подію знову і знову; по-третє, почуття провини за те, що вони зробили, наприклад, перебираючись через інших, щоб втекти. Ці люди зазвичай хотіли не думати про катастрофу. Вони не хотіли, щоб їм нагадували про те, що сталося насправді». |

Люди, які страждають, іноді звинувачують себе в смерті інших, у тому числі тих, хто загинув, рятуючи постраждалого, або кого той, хто вижив, безуспішно намагався врятувати. Також провину вцілілих можуть почувати батьки, що пережили своїх дітей, діти, що не змогли евакуюватись разом з батьками, важко травмовані, але одужуючі, родини, які мають дітей з обмеженими можливостями здоров'я.

## Симптоми та способи зарадити
Уцілілі люди не можуть зрозуміти, чому вижили саме вони, сумніваються, що заслужили на це, вважають, що заслуговують якогось покарання за те, що начебто втекли, страждають від відчуття засудження з боку тих, хто залишилися в більш небезпечних точках.
Уцілілі можуть мати як фізіологічні, так і психічні симптоми, як-от: нав'язливі думки, злість і дратівливість, відчуття безпорадності, проблеми зі сном, головні болі, нудота або біль у животі, соціальна ізоляція, думки про самогубство. Симптоми можуть посилюватися, якщо вони раніше мали травматичний досвід або схильні до тривоги та депресії.
Серед порад для людей, що відчувають провину вцілілих, такі:
- Згадати про справжні причини травматичної ситуації. Зміщення уваги на зовнішні змінні, що її створили, може допомогти позбутися самозвинувачень.
- Дозволити собі сумувати і дозволити собі радіти. Подавлені емоції нікуди не зникають, а розігрування позірних емоцій вимагає додаткової енергії, тож варто вчасно проживати почуття, які приходять.
- Зробити щось для інших, щоб дати собі відчуття принесеної користі — активно волонтерити, документувати події, добре робити свою роботу. Діяти за принципом концентричних кіл: спочатку допомогти безпосереднім близьким, далі сусідам, району, ширшому суспільству.
- Спілкуватися з людьми, що мають подібний досвід. Це допоможе позбутися відчуття самотності у своїй боротьбі зі складними емоціями, краще розпізнати свої думки й емоції, а також дізнатися, як з цим справляються інші.

## Подальше читання
- Encyclopedia of Stress, Academic Press; 1st edition (April 2000)
- Diagnostic and Statistical Manual of Mental Disorders IV, American Psychiatric Publishing; 4th edition (June 2000)